# Эрлахерхоф
Эрлахерхоф (нем. Erlacherhof) — городской дворец в Берне, расположенный в центре старого города по адресу улица Юнкернгассе, дом 47. Здание было построено по проекту Альбрехта Штюрлера в период с 1745 по 1752 год на месте двух домов; дом-дворец предназначался для мэра города Иеронима фон Эрлаха.